# Giulio Regeni
Giulio Regeni (* 15. Januar 1988 in Triest; ermordet aufgefunden am 3. Februar 2016 in Kairo) war ein italienischer Student, der für seine Doktorarbeit an der Universität Cambridge in Ägypten recherchierte. Er wurde am 25. Januar 2016 zum letzten Mal lebend gesehen und am 3. Februar am Stadtrand von Kairo tot aufgefunden. Sein gewaltsamer Tod führte zu ernsten Spannungen zwischen Italien und Ägypten.

## Leben
Giulio Regeni studierte Arabistik und Politikwissenschaften an der Universität Leeds, wo er mit dem BA abschloss. 2011 begann er ein Studium (Development Studies) am Girton College der Universität Cambridge. Schon während seines Studiums in Cambridge war er in Kairo für die Organisation der Vereinten Nationen für industrielle Entwicklung tätig. 2015 lehrte er als Gastwissenschaftler am Deutschen Institut für Entwicklungspolitik in Kairo. Thema seiner Doktorarbeit war Geschichte und Strukturen unabhängiger Gewerkschaften in Ägypten.
Regeni schrieb unter Pseudonym Artikel für die linksgerichtete Zeitung Il Manifesto. Sein letzter Artikel für Il Manifesto, in dem er unter anderem die Regierung Abd al-Fattah as-Sisi kritisiert, wurde in der Zeitung am 4. Februar postum unter Regenis Namen und gegen den Willen seiner Eltern veröffentlicht.
Das letzte Mal lebend gesehen wurde er am 25. Januar 2016, dem fünften Jahrestag der Entmachtung Husni Mubaraks in der Metro im Zentrum von Kairo, als er auf dem Weg zu Freunden war. Giulio Regeni wurde 28 Jahre alt.

## Der Fall Regeni
Regenis Leiche wurde am 3. Februar 2016 halbnackt und verstümmelt auf einer wenig befahrenen Straße zwischen Kairo und Alexandria aufgefunden. Laut Aussagen von Menschenrechtsorganisationen stimmt die Art seiner Brandwunden und Verletzungen mit denen anderer Opfer der ägyptischen Sicherheitskräfte überein.
Die ägyptische Regierung hat bis jetzt eine Verwicklung ihrer Sicherheitsdienste in den Fall vehement abgestritten. Entsprechende Ermittlungen gegen die Dienste sind bisher nicht bekannt. Offizielle Verlautbarungen von ägyptischer Seite waren schleppend, lückenhaft und widersprüchlich. Nach einer ersten offiziellen Stellungnahme wurde er von Drogendealern umgebracht, nach einer zweiten Version wurden die Mörder im Umkreis der ägyptischen Gewerkschaften identifiziert. Nach der letzten Version wurde er von einer kriminellen Bande entführt, ausgeraubt und umgebracht. Die ägyptische Polizei habe in einer Polizeiaktion alle Mitglieder der Bande getötet. Auch diese Version wurde nach kurzer Zeit dementiert.
Regeni wurde in Ägypten obduziert, sein Tod sei als Folge eines Schlags auf den Hinterkopf mit einem scharfen Gegenstand eingetreten. In Italien wurde er ein zweites Mal obduziert. Dokumentiert wurden bei der zweiten Obduktion Merkmale einer mehrtägigen Folter: Brandwunden durch Zigaretten, Verbrennungen durch Elektroden, herausgerissene Finger- und Fußnägel, gebrochene Beine, Rippen und Schultern.
Der Mord an Giulio Regeni hat zu einem verbalen Schlagabtausch und zu ernsten diplomatischen Spannungen zwischen der italienischen und der ägyptischen Regierung geführt. Am 8. April rief der italienische Außenminister Paolo Gentiloni seinen Botschafter in Kairo zu Konsultationen nach Rom zurück. Ein Treffen zwischen Vertretern der Polizei beider Länder im April in Rom trug nicht zur Aufklärung bei, da die ägyptische Delegation zwar ein 2000 Seiten umfassendes Dossier vorlegte, das aber keine neuen Erkenntnisse brachte. Der italienische Premier Matteo Renzi, der bereits im Vorfeld der Konferenz gesagt hatte, er werde sich mit einer zweckdienlichen Wahrheit (convenient truth) nicht abfinden, äußerte in der folgenden Pressekonferenz unverblümt seinen Ärger über die ägyptische Seite und drohte mit Konsequenzen.
Das Europäische Parlament verlangte in einer Resolution den Stopp aller Waffenlieferungen nach Kairo und betonte „mit tiefer Sorge, dass der Fall Giulio Regeni kein Einzelfall ist, sondern im Zusammenhang mit Folterungen, Todesfällen in Haft und Verschleppungen steht.“
Am 4. April 2016 veröffentlichte der Corriere della Sera eine Namensliste mit 533 Ägyptern, die in den letzten acht Monaten von Sicherheitskräften verschleppt wurden und von denen 396 bisher nicht wieder aufgetaucht sind.
Am 14. April 2016 griff die New York Times mit einem Leitartikel Frankreich scharf an und bezeichnete es als „beschämend“, angesichts der Forderung Italiens, Druck auf Ägypten auszuüben, zu schweigen.
Im September 2017 wurde der Menschenrechtsanwalt Ibrahim Metwally Hegazy, der die Familie von Giulio Regeni vertritt, auf dem Weg zu einem Treffen der Arbeitsgruppe des UN-Menschenrechtsrats verschleppt. Erst als ihn ein Anwaltskollege in einem Gebäude der Staatsanwaltschaft erkannte, wurde Metwally offiziell in Untersuchungshaft genommen.
Der italienische Staatsanwalt Giuseppe Pignatone stellte am 25. Januar 2018 fest, dass Giulio Regeni aufgrund seiner Forschung umgebracht wurde und dass ägyptische Sicherheitskräfte ihn bereits vor seiner Entführung ins Visier genommen hatten.

## Gerichtsverfahren gegen verdächtigte Sicherheitskräfte
Mitte Oktober 2021 wurden vier Angehörige der ägyptischen Sicherheitskräfte in Rom in Abwesenheit angeklagt, den italienischen Studenten entführt, gefoltert und getötet zu haben. Die italienische Regierung tritt als Nebenkläger auf, ein Zeichen der Unterstützung. Die Eltern und die Schwester von Regeni seien bei dem Prozess anwesend. Die BBC in Rom berichtete, dass die ägyptischen Behörden die italienische Strafverfolgung ständig behinderten und wilde Geschichten hinter dem Mord erfanden. Die italienischen Staatsanwälte seien jedoch zu dem Schluss gekommen, dass die ägyptische Sicherheitsbehörde hinter dem Mord stecke.
Am 14. Oktober 2021 wurde der Prozess mit der Begründung eingestellt, dass die Verhandlung nicht in Abwesenheit der vier Beschuldigten stattfinden könne, da die Staatsanwaltschaft nicht in der Lage gewesen sei, diese offiziell darüber in Kenntnis zu setzen.

## Schriften
- (postum) zs. mit Georgeta Vidican Auktor: The Developmental State in the 21st Century. Calling for a New Social Contract. Discussion Paper. Bonn: Deutsches Institut für Entwicklungspolitik 2017. ISBN 978-3-96021-026-9